# Curry (plat)
Cet article concerne le plat. Pour le mélange d'épices, voir Curry. Pour les autres homonymes, voir Curry (homonymie).
 (décembre 2016).
Si vous disposez d'ouvrages ou d'articles de référence ou si vous connaissez des sites web de qualité traitant du thème abordé ici, merci de compléter l'article en donnant les références utiles à sa vérifiabilité et en les liant à la section « Notes et références ».

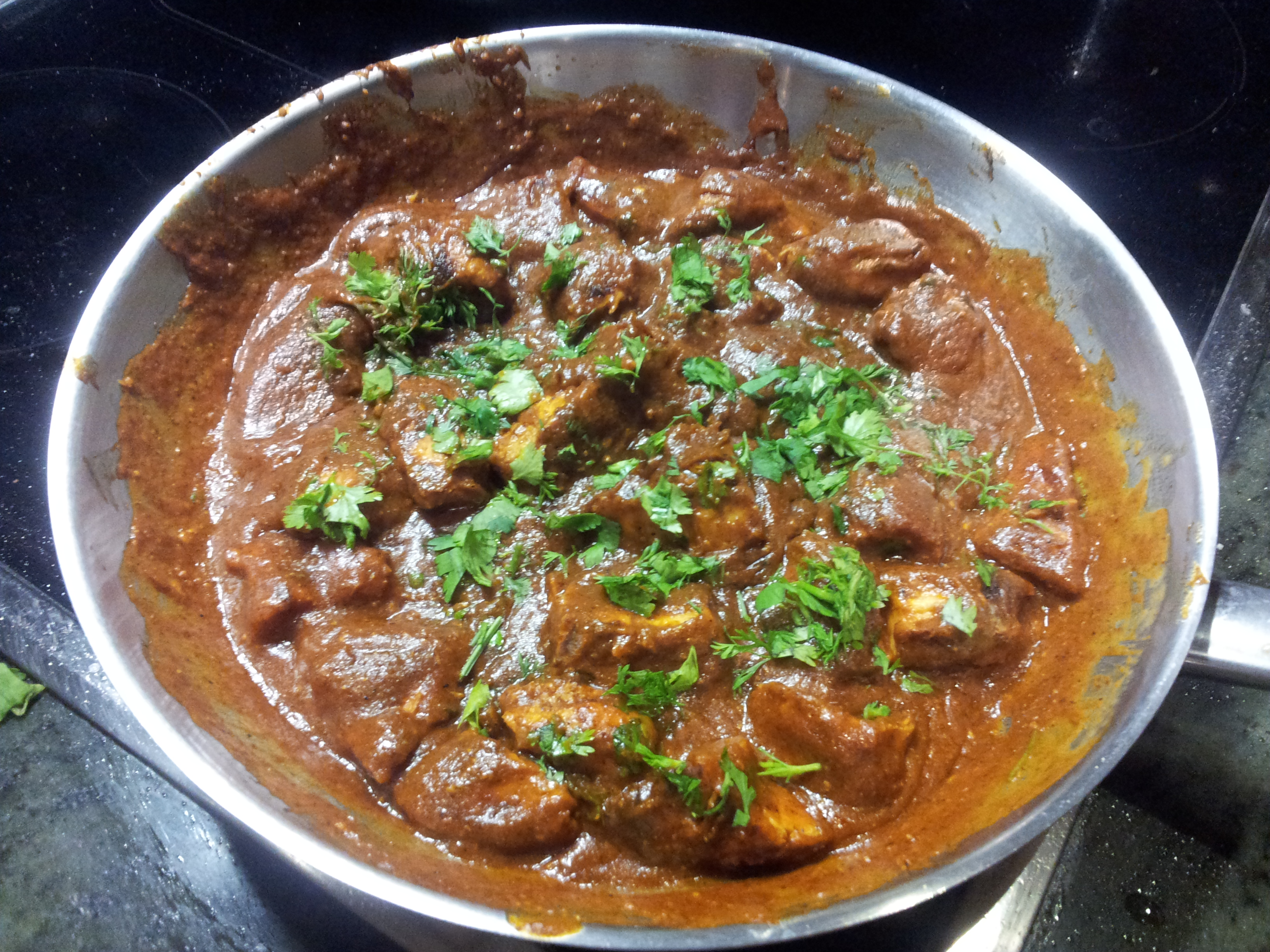
Tikka masala de poulet fait maison.

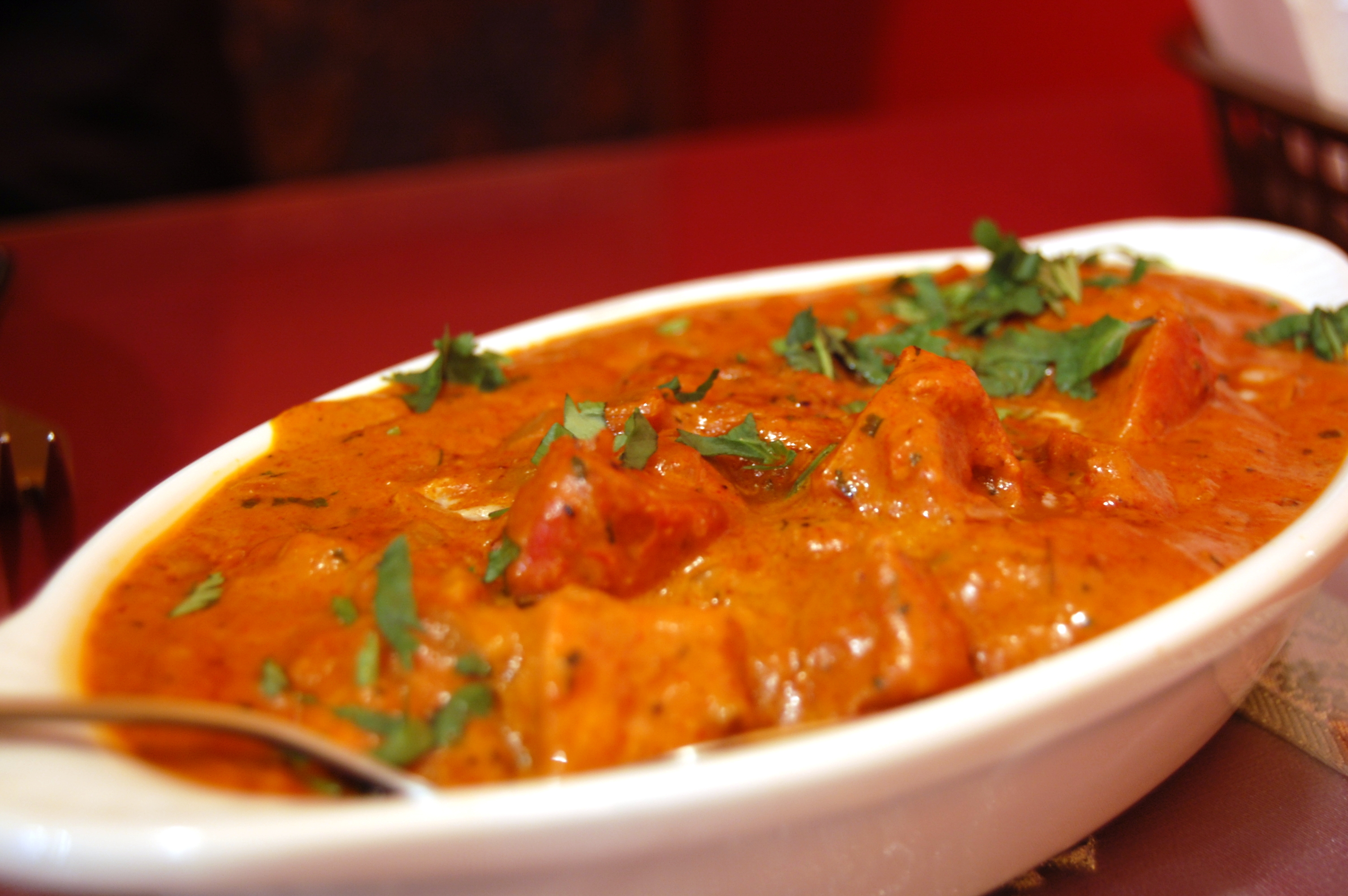
Butter chicken servi dans un restaurant indien.

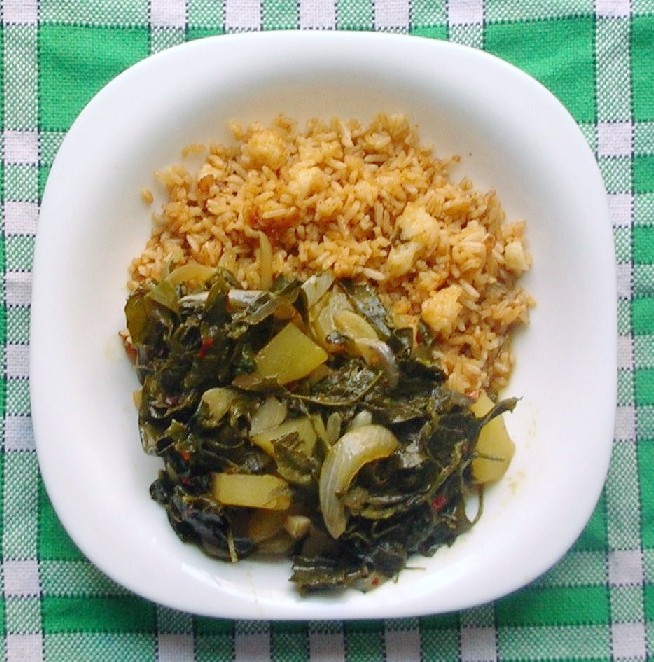
Riz et feuilles de Chenopodium album avec des oignons et des pommes de terre, un curry végétarien.

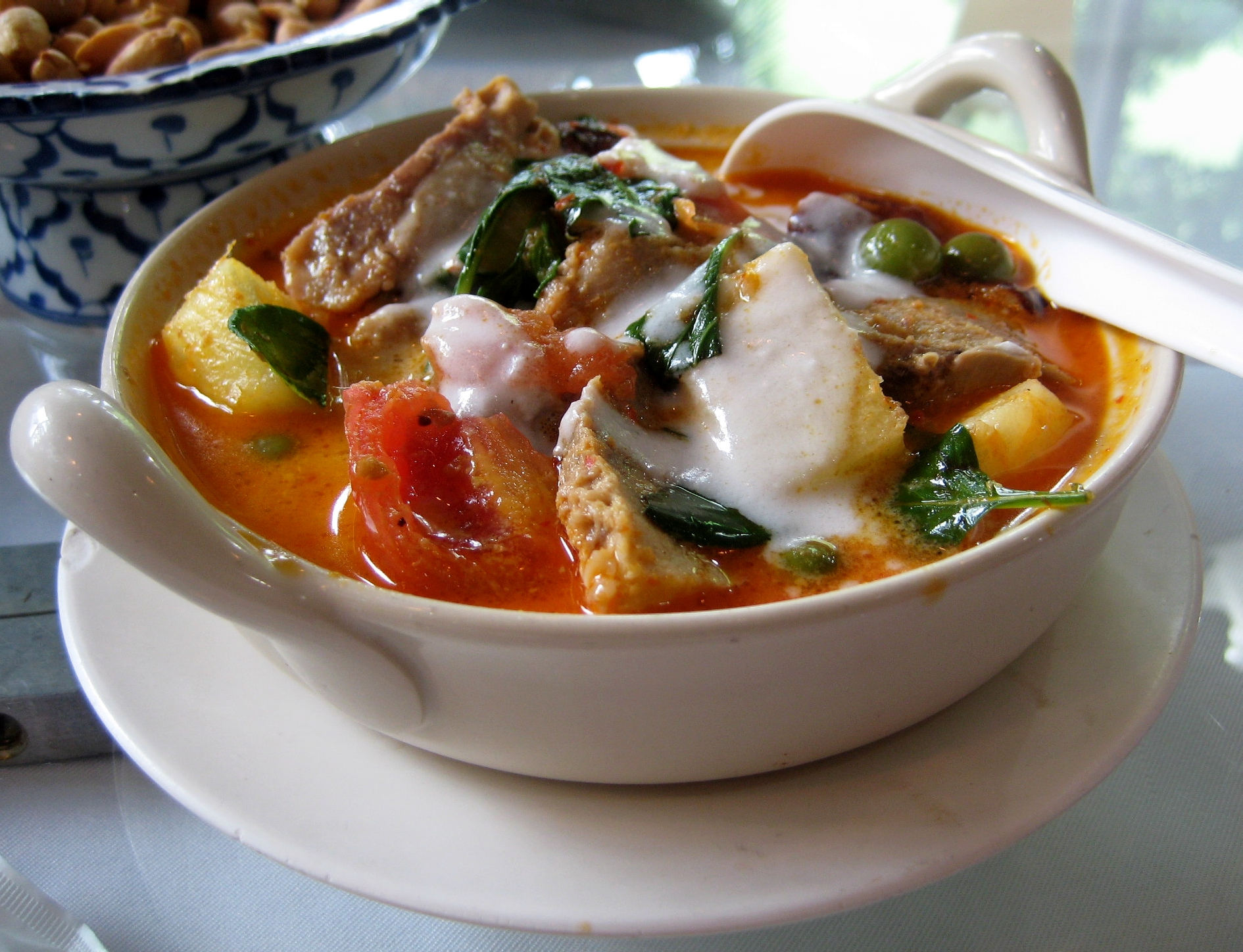
Curry rouge de canard rôti (épicé) de Thaïlande.

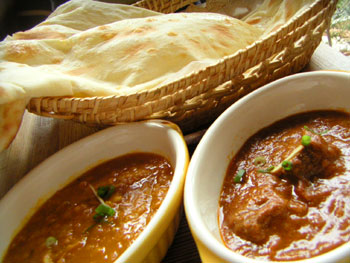
Curry indien.

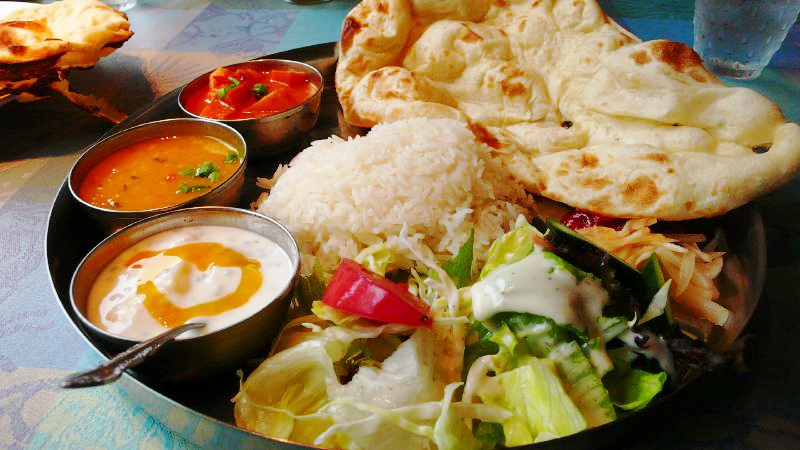
Curry végétarien.

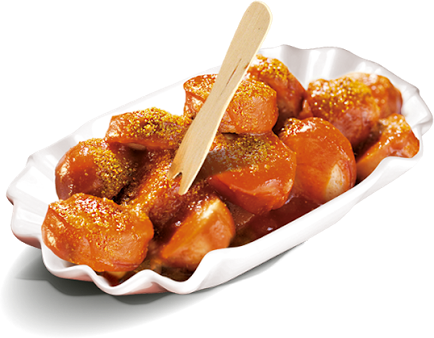
Le currywurst, une préparation allemande.

Un curry (ou cari) est un plat ayant son origine dans la gastronomie du sous-continent indien. Il se caractérise par une combinaison complexe d’épices et d’herbes comprenant en général des piments frais ou séchés. L’usage du terme « curry » pour désigner un plat est en général limité aux plats préparés dans une sauce. Cette utilisation du mot « curry » constitue une métonymie du mélange d’épices nommé « curry » même si le plat ainsi nommé ne contient pas forcément ce mélange.
Il existe une grande variété de plats nommés currys. Par exemple, dans les cuisines traditionnelles originales, le choix précis d’épices pour chaque plat dépend de la tradition gastronomique régionale ou nationale, des pratiques religieuses voire des goûts familiaux. Certains types de currys sont désignés par des noms spécifiques se référant à leurs ingrédients ou aux méthodes de cuisson et d’assaisonnement. Traditionnellement, les épices sont utilisées moulues ou entières, crues ou cuites et peuvent être ajoutées à différents moments de la cuisson pour produire différents résultats. Les principales épices contenues dans la plupart des mélanges dits curry du sous-continent indien sont la coriandre, le cumin et le curcuma. Une large palette d’épices supplémentaires peut y être ajoutée en fonction de la région géographique et des aliments préparés (poisson, fruits de mer, lentilles, viande rouge ou blanche, riz, légumes). Le curry, en tant que mélange d’épices, est une création occidentale remontant au XVIIIe siècle. Ces préparations commerciales ont probablement initialement été destinées par des marchands indiens à des membres de l’administration et de l’armée coloniale britannique rentrant au pays. Les currys peuvent contenir du poisson, de la viande, de la volaille et des crustacés, soit seuls, soit combinés avec des légumes. En outre, de nombreux currys sont entièrement végétariens, ou même véganes, et sont consommés surtout par les personnes observant des proscriptions éthiques ou religieuses contre la consommation de produits carnés et issus de l'exploitation animale.
Les currys peuvent être plus ou moins liquides. Dans les préparations dites solides, très peu de liquide est utilisé ; on le laisse s’évaporer pour que les autres ingrédients se retrouvent enrobés avec le mélange d'épices. Quant aux currys dits liquides, ils contiennent des quantités importantes de sauce à base de yaourt, crème, lait de coco, crème de noix de coco, légumineuses en purée (dal) ou bouillon.

## Étymologie
Le mot « curry » (ky.ʁi) vient de l’anglais curry et au-delà, du tamoul kari qui signifie « sauce ». Selon cette théorie, c’est au milieu du XVIIe siècle que des membres de la Compagnie britannique des Indes orientales ont pour la première fois rencontré ce mot en commerçant sur la côte de Coromandel avec des marchands tamouls dans le sud-est de l’Inde, en particulier à Fort St. George (plus tard Madras puis Chennai). Ils y ont découvert « un mélange d’épices utilisé pour faire des plats de curry… nommé kari podi ou poudre de curry ».[réf. nécessaire]

## Origines et diffusion
On considère que les plats de viande épicée ont leur origine à l’époque préhistorique parmi les habitants appartenant à la civilisation de la vallée de l'Indus. Des preuves archéologiques datant de 2600 avant J.-C. à Mohenjo-daro suggèrent l'utilisation de mortiers et de pilons à épices pour piler des épices dont la moutarde, le fenouil, le cumin, et les gousses de tamarin avec lesquels on aromatise les aliments. Le poivre noir est originaire d'Asie du Sud et d'Asie du Sud-Est et est connu par la cuisine indienne depuis au moins 2000 avant notre ère. L’émergence de l'Empire moghol, au début du XVIe siècle, a influencé la cuisine indienne, en particulier dans le nord. Une autre influence a été la création du comptoir commercial de l'Empire colonial portugais à Goa en 1510 qui a entraîné l'introduction, en provenance des Amériques, du piment en Inde, dans le cadre de l’échange colombien.
Les currys sont apparus dans la cuisine anglaise à partir de la cuisine anglo-indienne au XVIIe siècle sous la forme d'épices. L'édition de 1758 de l’ouvrage de Hannah Glasse The Art of Cookery contient une recette « pour faire un currey à la manière indienne ». Les currys ont d’abord été servis dans les cafés en Grande-Bretagne à partir de 1809 pour devenir de plus en plus populaires avec de fortes progressions dans les années 1940 et 1970. Au cours du XIXe siècle, le curry a également été introduit dans les Caraïbes par les travailleurs indiens sous contrat dans l'industrie sucrière britannique. Au début du XIXe siècle, les currys sont également arrivés sur le sol américain. Dans le livre de cuisine de Mary Randolph, The Virginia Housewife or Methodical Cook, qui date de 1824, on trouve des recettes de currys au poulet ou au poisson-chat épicés avec des parts égales de curcuma, coriandre, gingembre, noix de muscade et piment de Cayenne. Depuis le milieu du XXe siècle, les currys de nombreux styles nationaux sont devenus populaires loin de leurs origines et font de plus en plus partie de la cuisine fusion internationale.

## Sous-continent indien

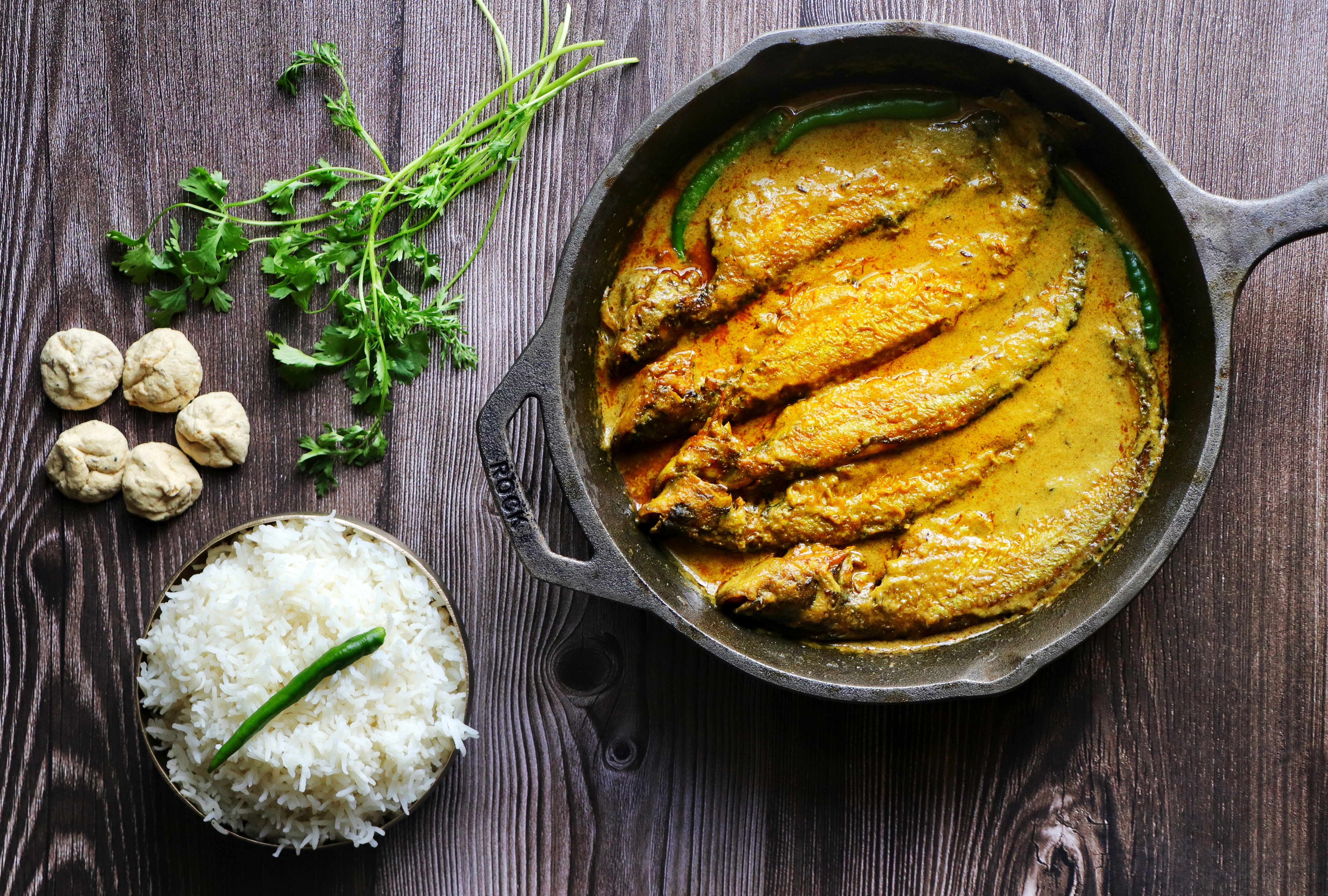
Un machher jhol, un curry de poisson à base de gingembre, de tomates, de lait de coco, de piment et de curry, plat du sous-continent indien, surtout au Bengale (décembre 2020).

Sur le plan culinaire, il est utile de considérer le sous-continent indien comme toute la région historique englobant, avant l'indépendance en août 1947, les pays modernes de l'Inde, du Sri Lanka, du Pakistan et du Bangladesh. On distingue en général d’une façon globale entre le style gastronomique du nord et du sud de la cuisine indienne, même si dans ces catégories les variations sont innombrables. La distinction est généralement faite en référence au féculent de base : blé sous forme de pain sans levain, dans le nord ; riz à l'est ; riz et millet dans le sud.

### Bangladesh et Bengale occidental

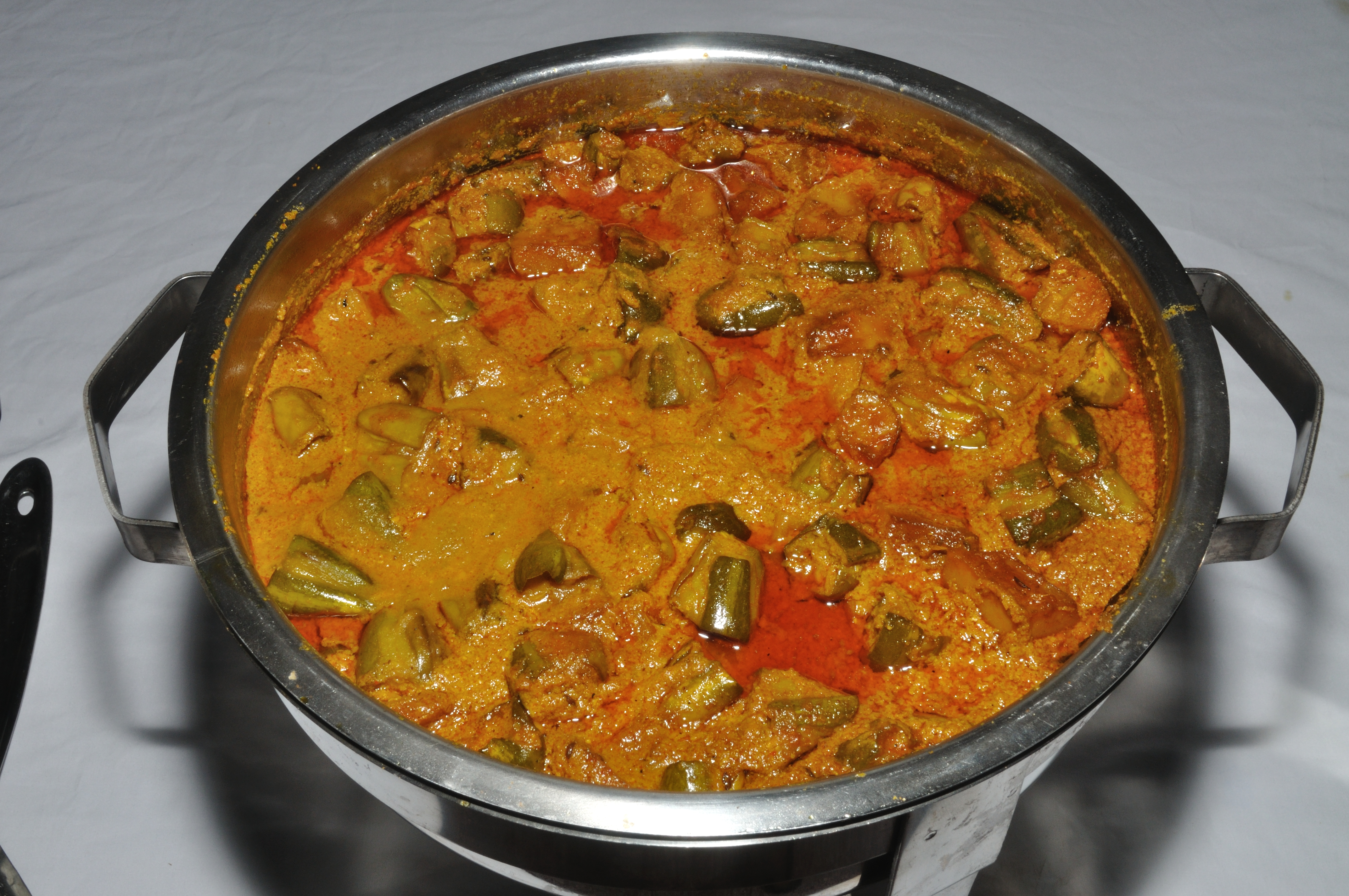
Curry de cucurbitacée (Trichosanthes dioica) du Bengale.

La cuisine bengali, qui désigne la cuisine du Bangladesh et de l'État du Bengale-Occidental en Inde, comprend des currys incorporant des fruits de mer et du poisson frais. Des graines de moutarde et de l'huile de moutarde sont ajoutées à de nombreuses recettes, de même que des graines de pavot. Des émigrants du district de Sylhet au Bangladesh ont fondé l'industrie des curry house en Grande-Bretagne et à Sylhet, certains restaurants gérés par des expatriés se spécialisent dans le style cuisine indienne de style britannique.

### Inde du Nord
Les currys sont un des mets les plus connus de la cuisine indienne. La plupart des plats indiens sont généralement à base de curry, préparés en ajoutant différents types de légumes, de lentilles ou de viande. Les ingrédients du curry et le style de préparation varient selon la région. La plupart des currys sont à base d'eau, avec l'utilisation occasionnelle de produits laitiers et de lait de coco. Les currys sont généralement épais et épicés et sont consommés avec du riz cuit à la vapeur ou une variété de pains indiens.

#### Gujarat
Bien que les currys liquides jouent un rôle moins important dans le Gujarat qu'ailleurs, il existe un certain nombre d'exemples végétariens avec des sauces à base de babeurre ou de lait de coco. L'ingrédient principal peut être de l’aubergine (brinjal), des pommes de terre, des grains de maïs frais, des gombos ou de la tomate. De plus, on y trouve plusieurs keftas où les légumes remplacent la viande. L'undhiyu (en), une spécialité gujarati, est un mélange de légumes liquide et épicé cuit dans une casserole en terre cuite et souvent mangé au cours des mois d'hiver.

#### Maharashtra

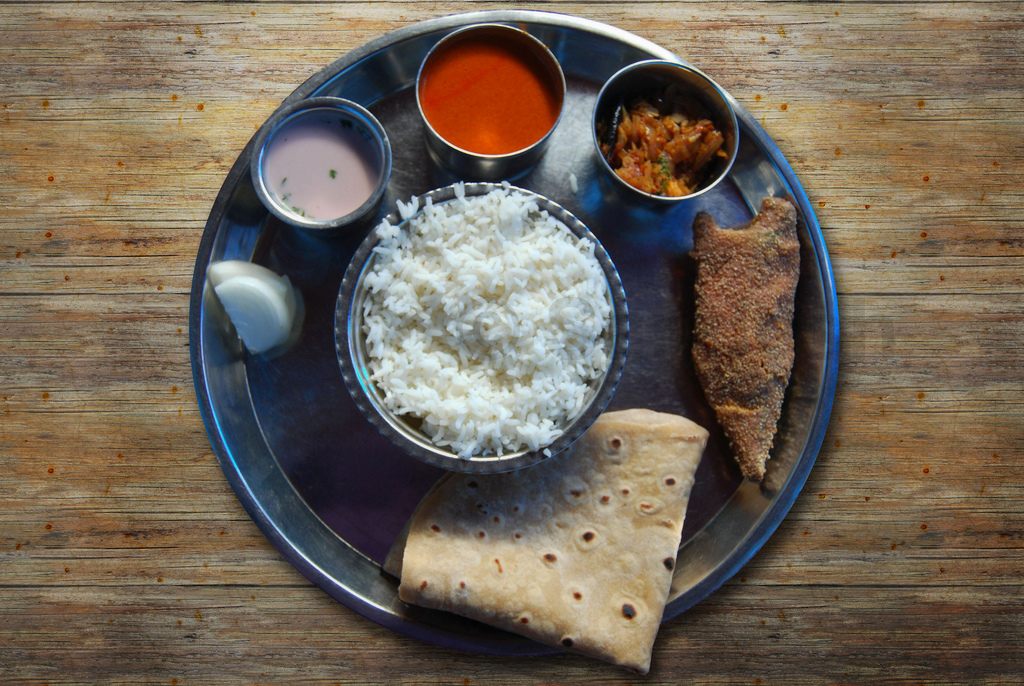
Un thali du Maharashtra comprenant un type de curry nommé solkadhi, consommé avec du riz.

Les currys du Maharashtra varient de légèrement à très épicés et comprennent des versions végétariennes ou bien avec du mouton, du poulet et du poisson. Les currys de la côte du Maharashtra utilisent abondamment la noix de coco avec des épices. Dans l'ouest du Maharashtra, les currys sont très épicés et de l'arachide en poudre est souvent ajoutée. La cuisine de Vidarbha (en) est généralement plus épicée que celle des régions côtières et du sud. Les ingrédients couramment utilisés sont la farine de pois chiches et de la poudre d'arachide. En raison de la domination moghole dans la région, la cuisine d’Aurangabad a été fortement influencée par les méthodes culinaires d’Inde du Nord. La nourriture du Khandesh est très épicée.

#### Pendjab

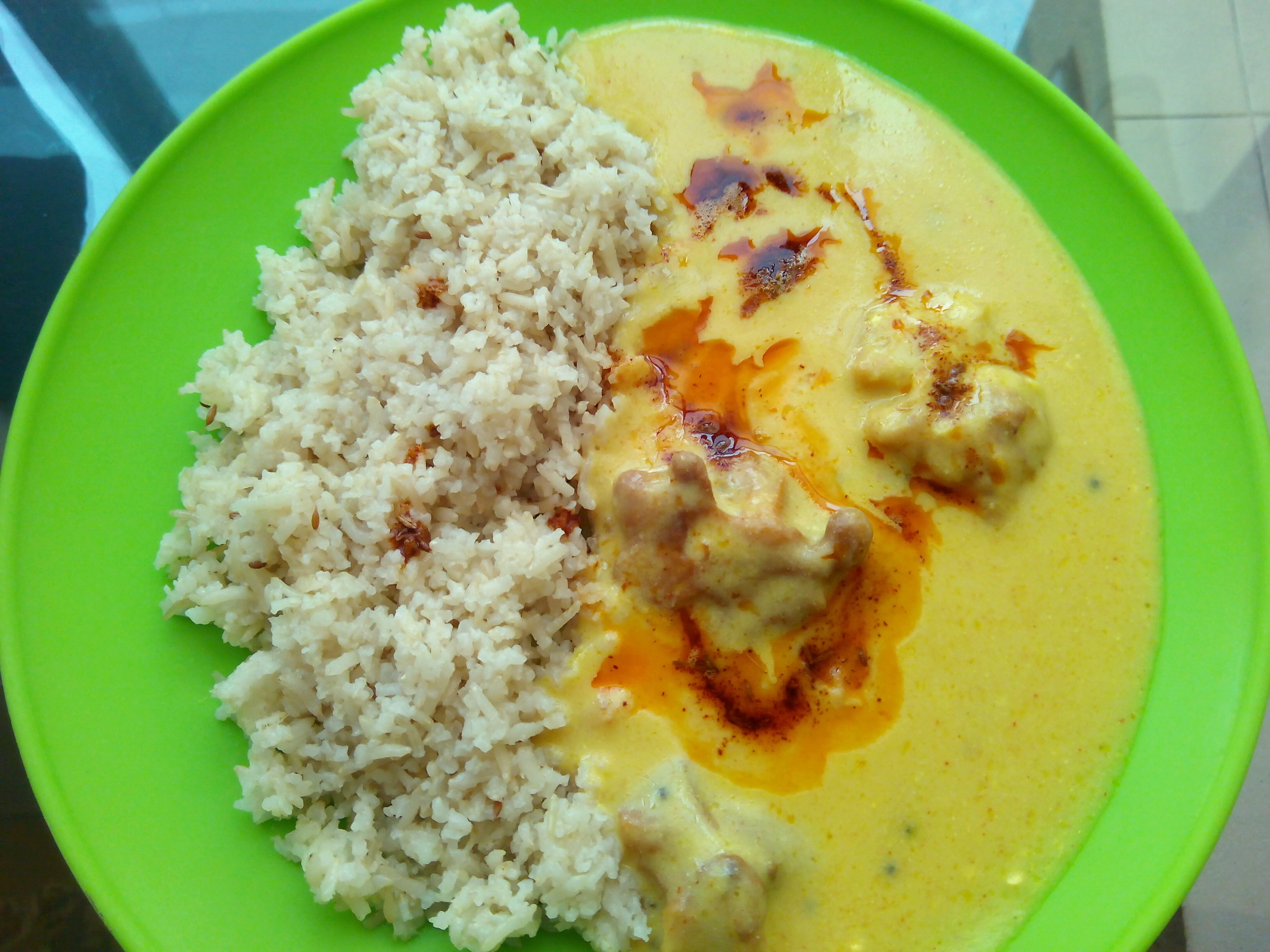
Kadhi chawal (curry de yaourt et farine de haricots) servi avec du riz en Inde.

La cuisine punjabi comporte beaucoup de currys. La plupart des plats punjabi sont préparés en utilisant un ingrédient nommé tadka obtenu en faisant frire du masala (décoction de gingembre, d'ail, d’oignons et de tomates avec quelques épices séchées). Sont ensuite ajoutés d'autres ingrédients, de l'eau et parfois du lait. Le beurre clarifié (ghi) et l'huile de moutarde sont le plus couramment utilisés pour la cuisson. Beaucoup de plats punjabi populaires tels que le poulet au beurre et les haricots rouges (rajma) sont des formes de currys. Ces plats sont généralement servis avec du riz cuit à la vapeur et des chapatis.

#### Rajasthan
La cuisine du Rajasthan a été influencée tant par le mode de vie guerrier de ses habitants que par la disponibilité des ingrédients dans cette région aride. Les aliments pouvant durer plusieurs jours et être consommés sans être réchauffés ont été préférés. La pénurie d'eau et de légumes verts frais ont aussi eu leur effet sur la cuisson. Par conséquent, les currys au Rajasthan sont généralement fabriqués à l'aide d'épices et d'herbes sèches et d'autres articles secs comme la farine de pois chiche. Un plat nommé kadhi est un curry populaire à base de farine de pois chiche et habituellement servi avec du riz cuit à la vapeur et du pain. Pour réduire l'utilisation de l'eau dans cet état désertique, on utilise beaucoup de lait et produits laitiers pour faire cuire les currys. Un plat nommé maans laal est un curry de viande populaire au Rajasthan.

### Inde du Sud

#### Andhra Pradesh et Telangana
L’alimentation de l'Andhra Pradesh et du Telangana, deux états de langue télougou, est considérée comme la plus épicée de l’Inde. L'Andhra Pradesh étant le premier producteur de piment rouge et de piment vert, l'utilisation des épices y est généreuse, ce qui fait de ses currys, de ses chutneys et de ses marinades les plus épicés du pays.

#### Goa

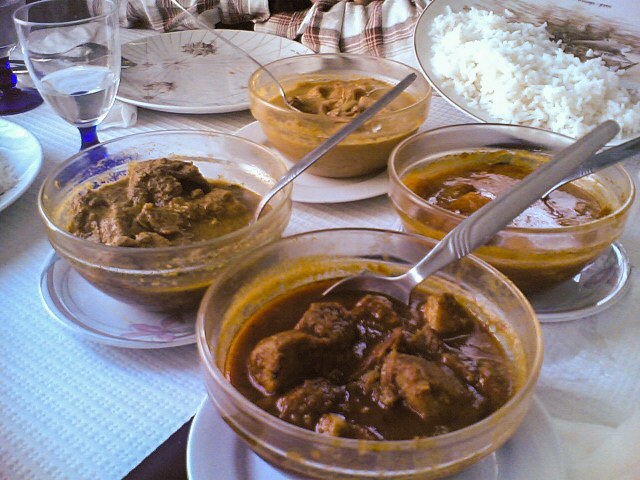
Vindaloo de porc dans un restaurant goanais.

Les currys appelés vindaloo sont devenus bien connus en Grande-Bretagne, en Amérique et ailleurs où ce nom est généralement utilisé pour désigner un plat d'agneau ou de poulet incluant souvent des pommes de terre. Ces plats se sont toutefois éloignés des versions originales de Goa. Le nom vindaloo dérive du portugais vinha d'alhos (« vin d’ail »), deux ingrédients aromatisants entrant dans sa composition. Ce plat était initialement cuisiné avec du porc qui n’était pas tabou pour les Portugais chrétiens. 
Un autre curry goanais typique se nomme caldin et se singularise par l'utilisation du vinaigre comme assaisonnement.

#### Karnataka

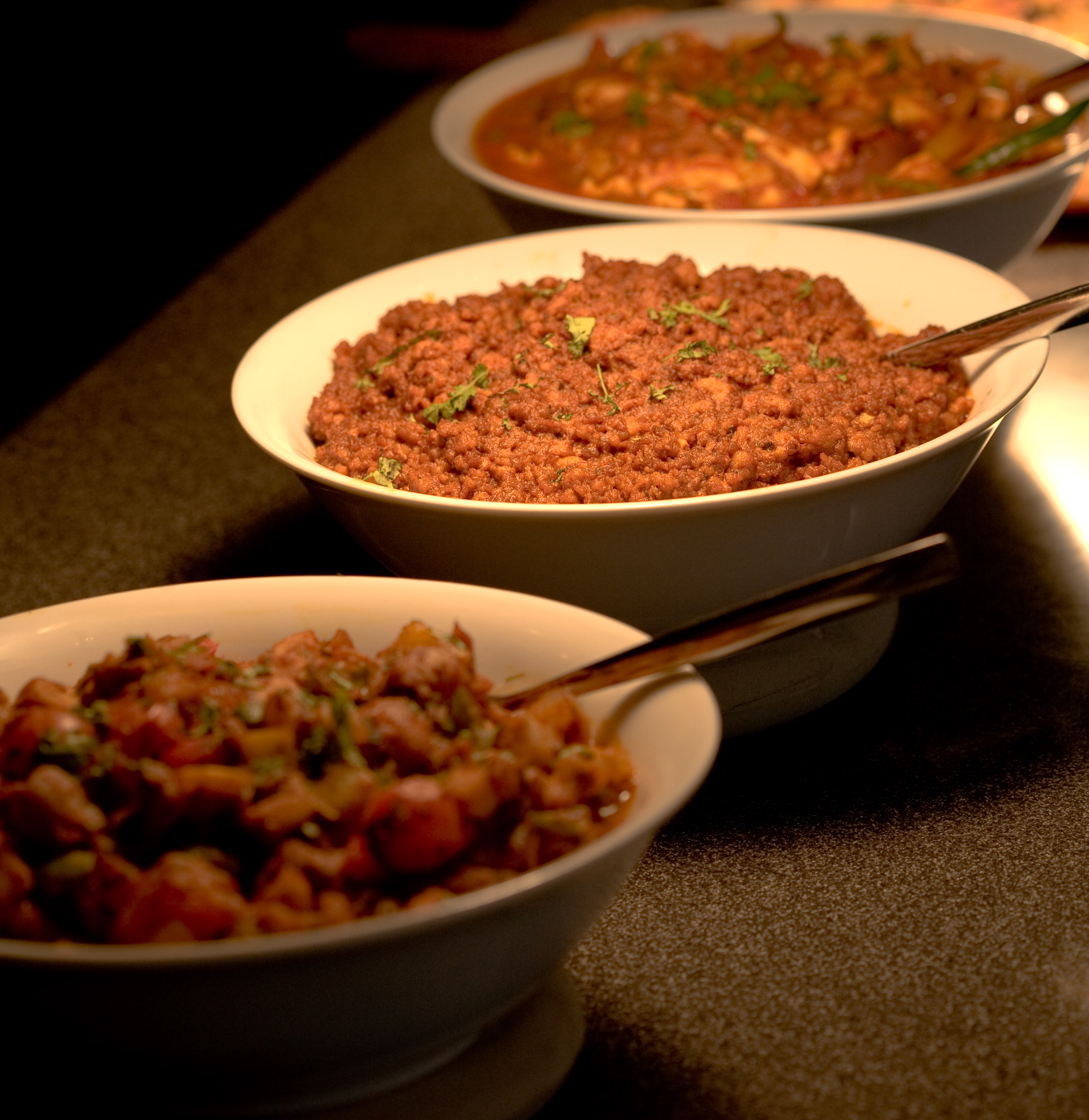
Curry du Karnataka, Inde.

Les currys du Karnataka sont généralement végétariens ou avec de la viande et du poisson dans les zones côtières. Ils utilisent une grande variété de légumes et d'épices ; la noix de coco et le sucre non raffiné (jaggery) sont des saveurs fréquentes. Il y a des currys solides et d’autres en sauce. Ces derniers incluent le rasam ou le majjige huli (légumes mijotés dans du lait caillé) qui se mangent mélangés avec du riz chaud.

#### Kerala
Les currys du Kerala contiennent de la pâte de noix de coco râpée ou du lait de coco, des feuilles de curry et diverses épices. Les graines de moutarde sont utilisées dans presque tous les plats, avec des oignons et des lamelles de piment rouge frites à l'huile. Le sadya (en) traditionnel kéralais contient un curry liquide appelé parippu (petites légumineuses vertes et beurre clarifié).

#### Tamil Nadu
La cuisine tamoule doit son goût et ses arômes particuliers à un mélange d'épices incluant les feuilles de curry, le tamarin, la coriandre, le gingembre, l'ail, le piment, le poivre, les graines de pavot, les graines de moutarde, la cannelle, les clous de girofle, la cardamome, le cumin, les graines de fenouil, les graines d'anis, les graines de fenugrec, la muscade, la noix de coco, les racines ou la poudre de curcuma et l’eau de rose. Les lentilles, les légumes et les produits laitiers sont des accompagnements essentiels et sont souvent servis avec du riz. Traditionnellement, les aliments végétariens dominent le menu avec une gamme de plats non végétariens, incluant les poissons d'eau douce et fruits de mer cuits avec des épices et assaisonnés. Les currys nommés kuzhambu (en) sont parmi les plus courants dans cette région.

### Cachemire

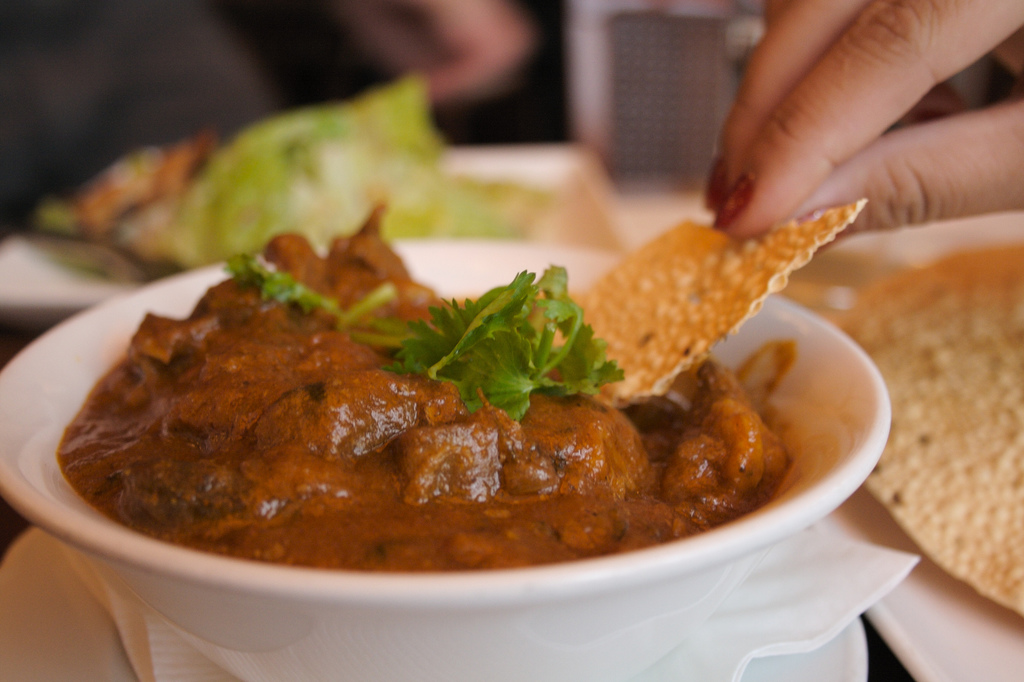
Rogan josh du Cachemire.

En Occident, le curry du Cachemire le plus connu s’appelle rogan josh, un curry liquide à base d'agneau avec une sauce rouge brillante dont la couleur est dérivée d'une combinaison de piments kashmiri (mirchi kashmiri) et d’un extrait dérivé des fleurs rouges du mawal, une plante himalayenne.
Un curry nommé goshtaba, constitué de grandes boulettes de viande d'agneau cuites dans une sauce au yaourt, est un des mets de l'assortiment traditionnel wazwan (en).

### Maldives
Le curry le plus important dans la cuisine des Maldives est cuit avec du thon frais en dés et est connu sous le nom de mas riha. Quant au curry de poulet (kukulhu riha), il est préparé avec un autre mélange d’épices. Les currys de légumes traditionnels aux Maldives comprennent ceux qui utilisent les aubergines (bashi), la courge éponge (tora), la citrouille (barabo), la courge serpent (chichanda), le moringa (muranga), ainsi que les bananes vertes et certaines feuilles comme principaux ingrédients. Des morceaux de poisson des Maldives sont normalement ajoutés pour donner au curry de légumes une certaine saveur.

### Népal
Les currys de la cuisine népalaise ont été influencés par les voisins indiens. Un curry de légumes nommé tarkari accompagne souvent le dal (soupe de lentilles).

### Pakistan
Les currys pakistanais, surtout dans les provinces du Pendjab et du Sindh sont fondamentalement similaires à leurs homologues du nord de l'Inde, par exemple l'aloo gosht. La viande (mouton, bœuf) en est souvent un ingrédient.
Un déjeuner ou un dîner pakistanais typique se compose souvent d'une certaine forme de pain (comme naan ou roti) ou de riz avec une viande ou un curry à base de légumes. Il est intéressant de noter que le terme « curry » n’est pratiquement jamais utilisé à l'intérieur du pays ; à la place, des mots régionaux tels que salan ou shorba sont utilisés pour désigner ce qui est connu en dehors du pays comme un curry. En outre, la poudre de curry n’est presque jamais utilisée dans un curry pakistanais.

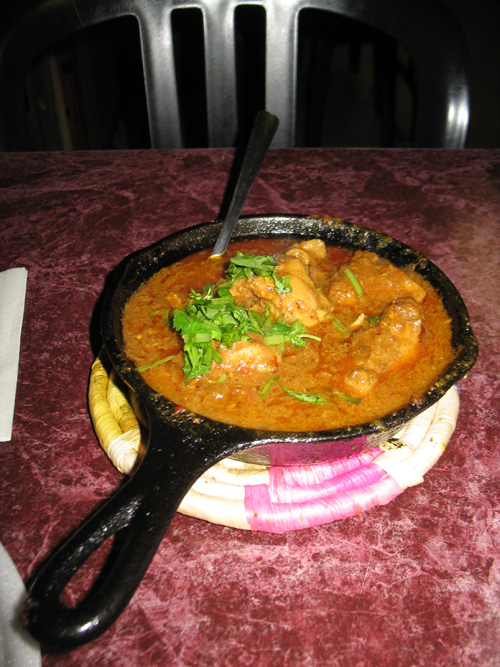
Un karahi dans un restaurant pakistanais.

Plusieurs types de currys différents existent, selon le style de cuisson, tels que bhuna, bharta, rogan josh, qorma, keema et shorba. Un des currys favoris des Pakistanais s’appelle karahi et consiste soit en mouton soit en poulet cuit dans un ustensile de cuisine appelé karahi (en) (semblable dans sa forme à un wok). Le karahi de Lahore incorpore l'ail, le gingembre, les piments frais, les tomates et un assortiment d’épices.

#### Khyber Pakhtunkhwa
Le karahi de Peshawar est une forme de curry très populaire à travers le pays et faite avec juste de la viande, du sel, des tomates et de la coriandre.

#### Pendjab

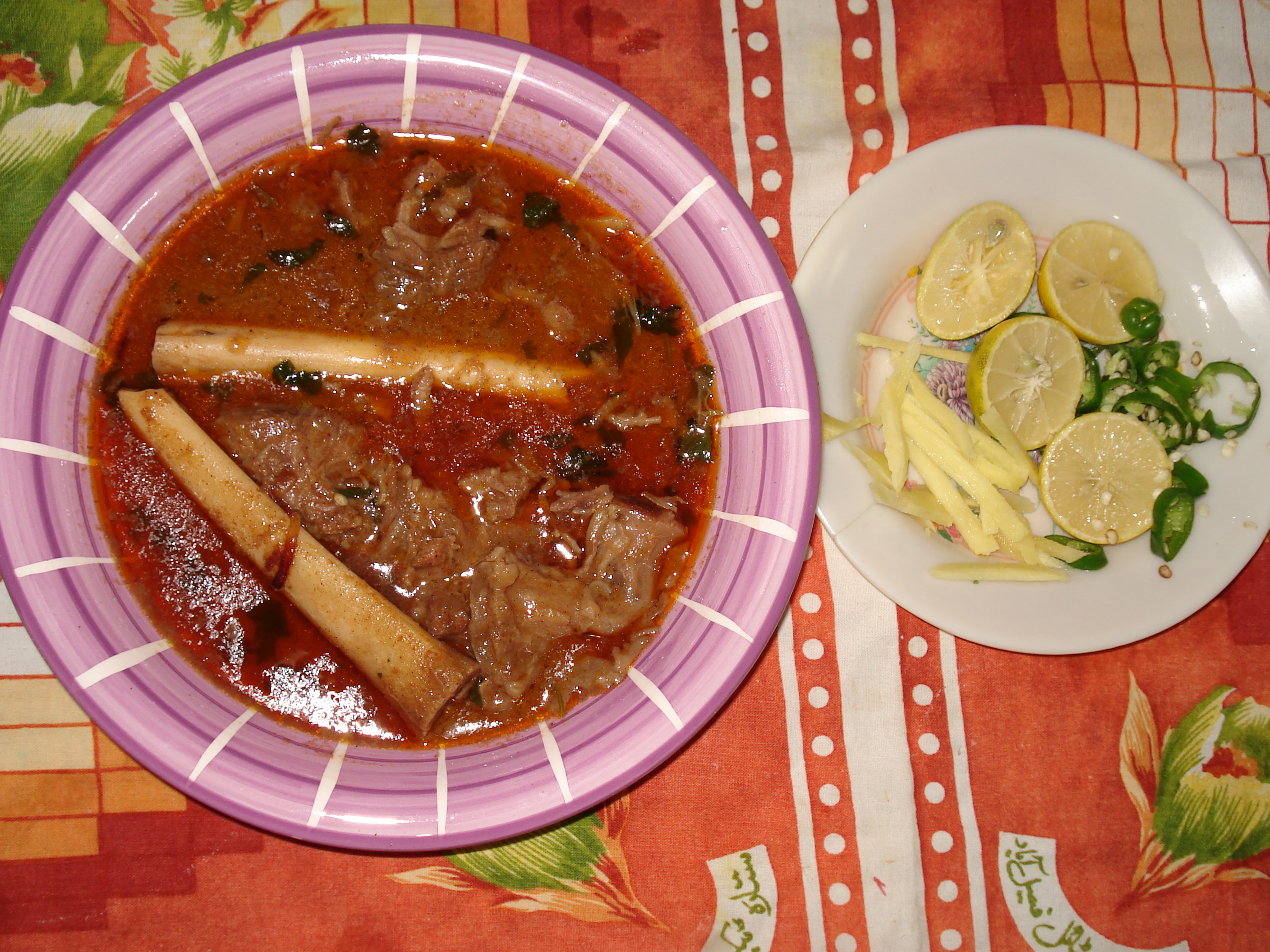
Mouton nihari et garniture, Pakistan.

La cuisine dans le Pendjab pakistanais diffère de celle du Pendjab indien tant en raison de son contenu que de règles religieuses. Un repas punjabi typique se compose d'une certaine forme de pain ou de riz avec un curry nommé salan. La plupart des préparations commencent en faisant frire un masala qui est une décoction de gingembre, d'ail, d’oignons, de tomates avec quelques épices séchées. Cette opération est suivie par l'ajout d'autres ingrédients. La force des épices varie considérablement en fonction de la sous-région et des familles. Pour la cuisson, on utilise souvent du beurre clarifié pur (ghi desi) et certains plats sont souvent enrichis de généreuses quantités de beurre et de crème. Au Pendjab et au Cachemire, le seul plat connu sous le nom kardhi (curry) est un plat à base de yaourt et de boulettes à base de farine de pois chiches. Tout le reste est appelé par son propre nom.

#### Sindh
Au Pakistan, les provinces du Sindh et du Baloutchistan bordent la mer d'Arabie. Pour cette raison, la cuisine sindhi utilise souvent abondamment des poissons dans les currys. Parmi les plats pakistanais, les currys sindhi ont généralement tendance à être les plus piquants.

### Sri Lanka
Au Sri Lanka, les currys épicés à base de poisson, de poulet, de bœuf, de mouton ou de chèvre, ou encore de légumes, de lentilles ou de fruits, sont les plats préférés pour le déjeuner et le dîner. Ils accompagnent le riz bouilli ou cuit à la vapeur.

## Asie du Sud-Est
Les pays d'Asie du Sud-Est, dont le Cambodge, l'Indonésie, le Laos, la Malaisie, le Myanmar (ou Birmanie), les Philippines, la Thaïlande et le Vietnam ont leurs propres versions de curry.

### Cambodge
Parmi les currys appartenant à la gastronomie khmère figurent le carry moan (curry de poulet) ainsi que le curry saraman qui est un curry de bœuf ayant son origine chez la minorité musulmane des Chams.

### Indonésie

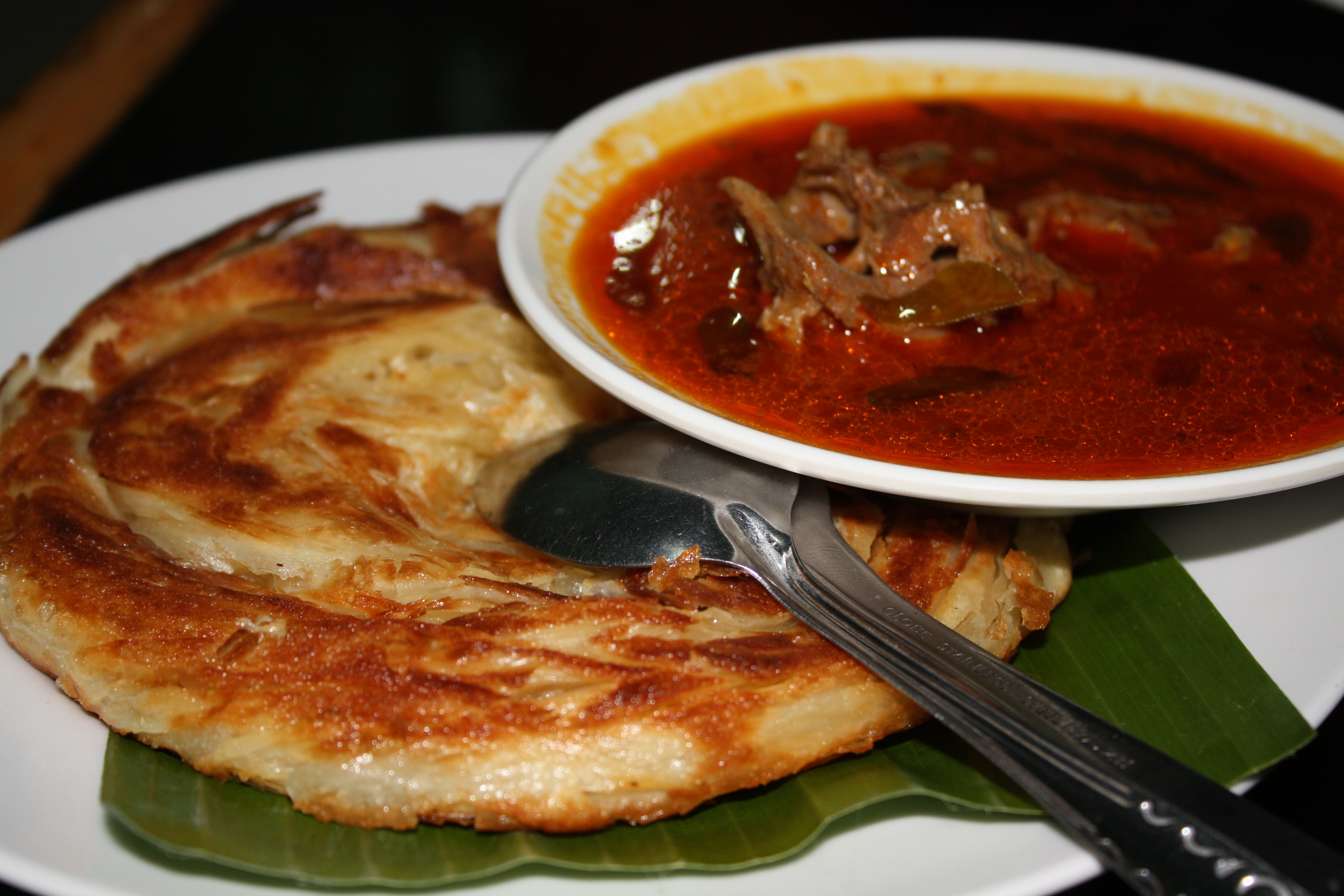
Kari kambing servi avec roti canai, Sumatra.

En Indonésie, le curry est appelé kari ou kare. Le type le plus commun de kari consommé en Indonésie est le curry de poulet (kari ayam) et le curry de viande de chèvre (kari kambing). À Aceh et dans le nord de Sumatra, le roti canai est souvent mangé avec du kari kambing. D'autres plats tels que gulai et opor sont des plats à base de curry. Ils varient selon les lieux et suivant la viande et les légumes disponibles. Ils peuvent donc employer une grande variété de viandes (poulet, bœuf, buffle d'eau et de chèvre comme dans le gulai kambing), de fruits de mer (crevettes, crabe, moules, palourdes et calmar), de poissons (thon, maquereau, carpe, pangasius, poisson-chat), de légumes (haricots, feuilles de manioc) ou de fruits (jacquier) cuits dans une sauce épicée. Ils utilisent des ingrédients locaux tels que les piments, les feuilles de combava, la citronnelle, le galanga, les feuilles de laurier, la bancoule, le curcuma, les feuilles de curcuma, le garcinia (asam gelugur et asam kandis), la pâte de crevettes (terasi), le cumin, les graines de coriandre et le lait de coco.
Un plat populaire dans la cuisine occidentale de Sumatra, le rendang, est souvent décrit comme du bœuf caramélisé dans un curry sec. En Indonésie, ce plat n’est toutefois généralement pas considéré comme un curry car il est plus riche et contient moins de liquide que la normale pour les currys indonésiens. La version authentique du rendang utilise de la viande de buffle d'eau cuite lentement dans le lait de coco épais pendant un certain nombre d'heures pour la rendre plus tendre, la caraméliser et lui donner de la saveur. Un plat de couleur blanchâtre nommé opor ayam est une autre variante de curry. Si son goût est très similaire à celui du plat nommé gulai, il en diffère par le fait qu’il ne contient ni de cannelle ni de curcuma.

### Malaisie
La position de la Malaisie au carrefour des anciennes routes commerciales a laissé son empreinte sur la cuisine malaisienne. Parvenu sur les rivages de Malaisie par l’intermédiaire de la population indienne, le curry est ensuite devenu un aliment de base parmi les Malais et les Chinois aussi. Les currys malaisiens diffèrent d'un État à l'autre, même au sein de groupes ethniques similaires, car ils sont influencés par de nombreux facteurs, culturels, religieux, agricoles ou économiques.
Les currys malaisiens utilisent généralement du curry en poudre riche en curcuma, du lait de noix de coco, des échalotes, du gingembre, de la pâte de crevettes (belacan), du piment et de l'ail. Le tamarin est aussi souvent utilisé. Un plat nommé rendang est une autre forme de curry consommée en Malaisie, à Singapour, en Indonésie et aux Philippines, mais il est plus sec et contient principalement de la viande et plus de lait de noix de coco qu'un curry malaisien classique. Ce plat a été mentionné dans la littérature malaise sous la plume de Hikayat Amir Hamzah vers 1550. Différents ingrédients composent les currys de Malaisie : mouton, poulet, crevettes, seiches, poissons, aubergines, œufs et légumes. Les végétariens peuvent y ajouter du tofu.

### Myanmar
La cuisine birmane est basée sur différentes conceptions du curry. De façon générale, les currys birmans peuvent être distingués en deux types : d’une part les plats épicés influencés par ceux du nord de l'Inde ou du Pakistan et d’autre part les currys plus doux. Les currys birmans sont majoritairement apprêtés sans lait de coco, ce qui les distingue de la plupart des currys d'Asie du Sud.
Les principaux ingrédients de presque tous les currys birmans sont l'oignon frais (qui fournit la sauce et le corps principal du curry), l'ail, la pâte de piment, les piments rouges, les épices indiennes (garam masala, poudre de chili séchée, cumin en poudre, curcuma) et une pâte fermentée faite à base de poissons ou de crevettes (ngapi).
Habituellement, la viande et le poisson sont les principaux ingrédients pour les currys populaires. Les currys birmans sont très gras car l’ajout d’huile aide la nourriture à se conserver plus longtemps. Un équivalent avec des spaghettis, appelé nan gyi thohk, existe. Dans celui-ci, les nouilles de blé ou de riz sont consommées avec du poulet au curry épais.

### Philippines

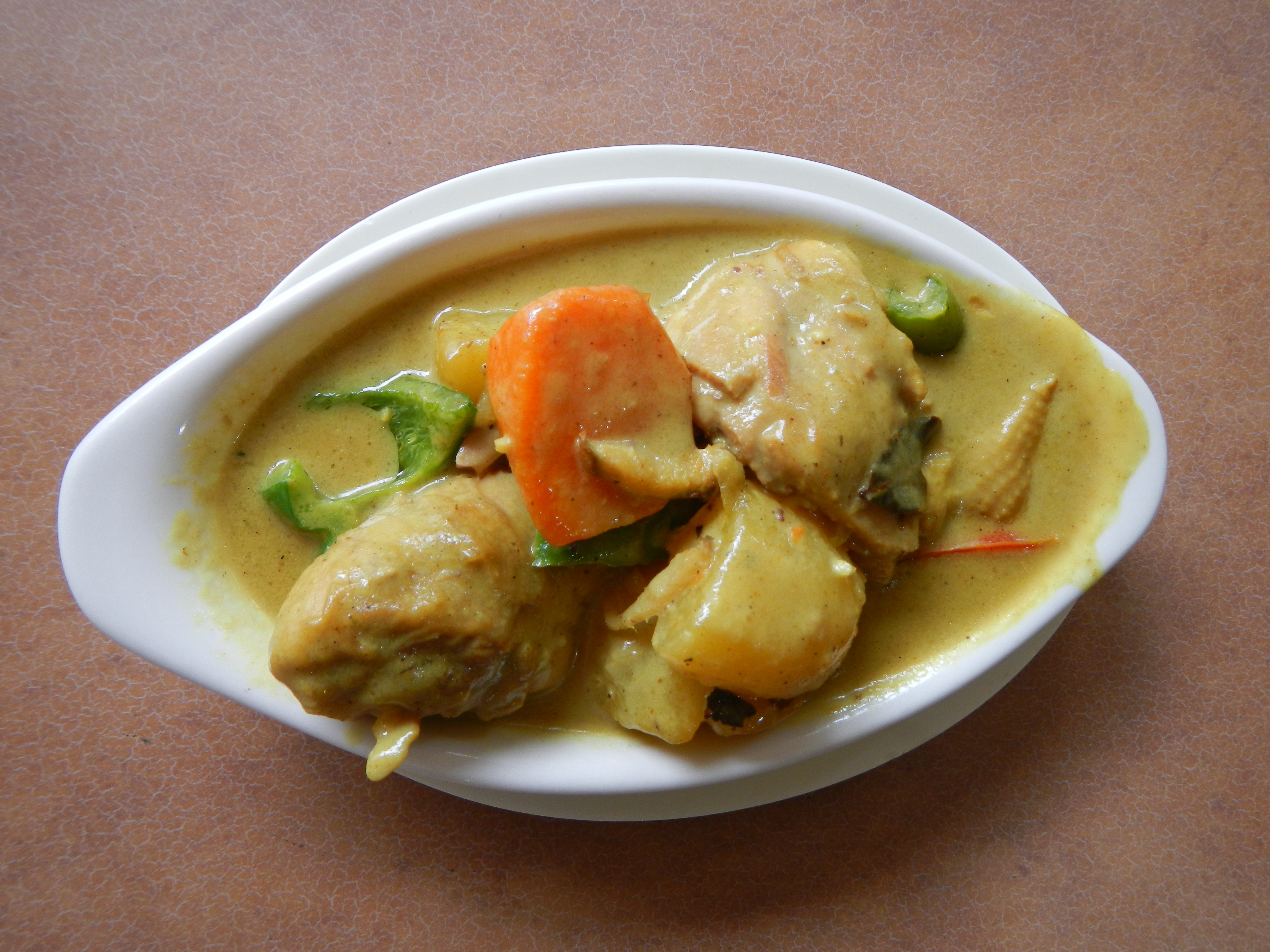
Curry de poulet (La Familia, Baliuag, Bulacan, Philippines).

Aux Philippines, on distingue deux traditions de curry qui correspondant à la fracture culturelle entre le nord occidentalisé et le sud islamisé. Dans les régions du nord, il existe tout une gamme de recettes de curry. Le poulet cuit dans du lait de coco, du piment et du curry en poudre est un plat qui apparait fréquemment sur les tables des Philippins du Nord. Le porc peut également faire office de viande. La viande est cuite de la même manière que pour d’autres plats locaux (adobo, kaldereta, mechado) avec en outre des pommes de terre, des feuilles de laurier, du lait de noix de coco et parfois de la citronnelle et des carottes.
Dans les régions méridionales de Mindanao, l'archipel de Sulu et dans le sud de Palawan, on trouve divers currys. Dans ces régions non colonisées, ils doivent leur existence à des siècles de contact continu avec l'Indonésie, la péninsule malaise et l'Asie du Sud. Ces currys de Mindanao se nomment en particulier kulma (synonyme de korma), tiyula itum (curry de bœuf noirci par de la chair de noix de coco braisée en poudre) et rendang (aussi consommé en Indonésie et en Malaisie). Les viandes utilisées dans ces currys sont le bœuf, l'agneau et le poulet. Le porc n'est pas utilisé conformément aux préceptes alimentaires islamiques.

### Thaïlande et Laos

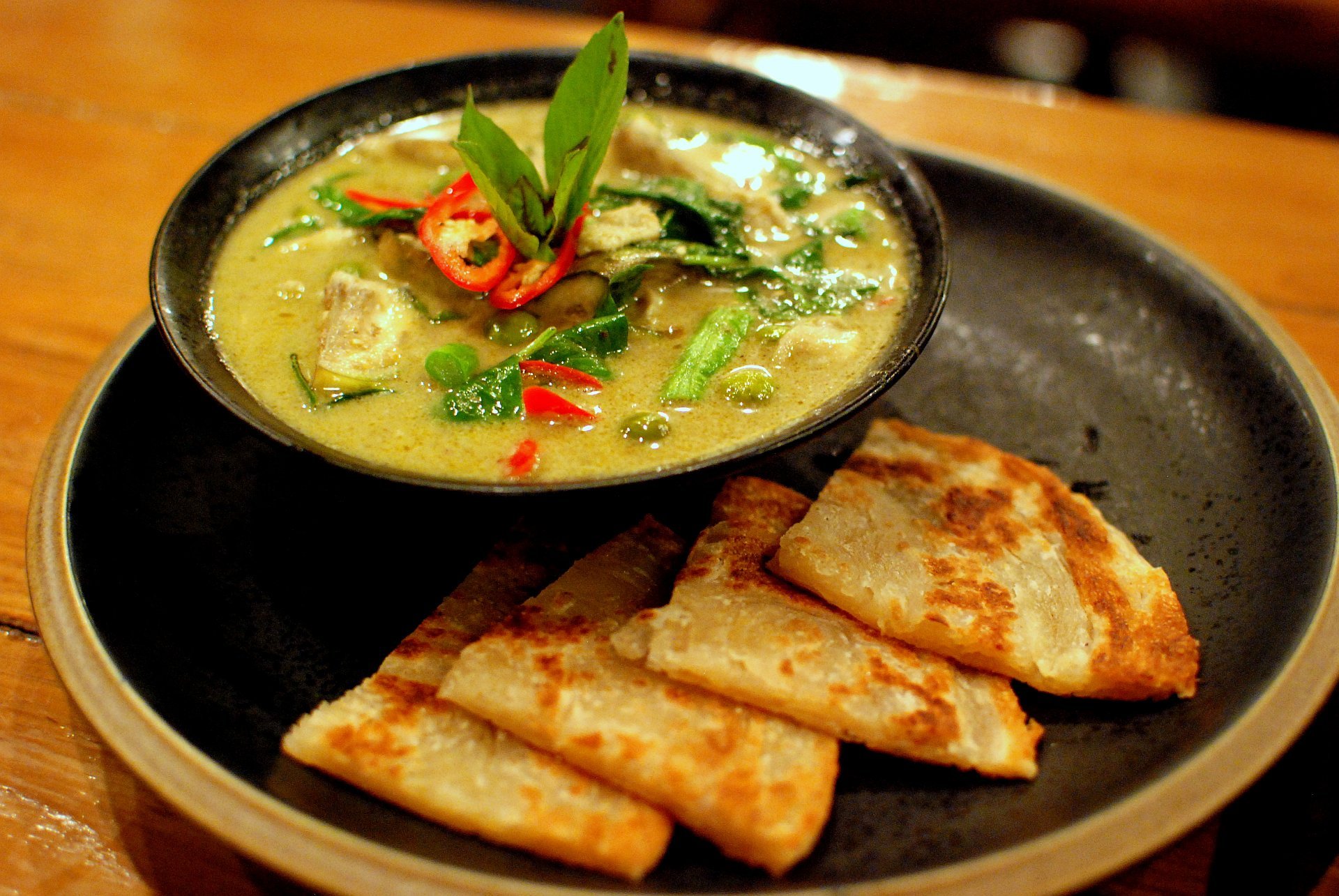
Curry vert (Thaïlande).

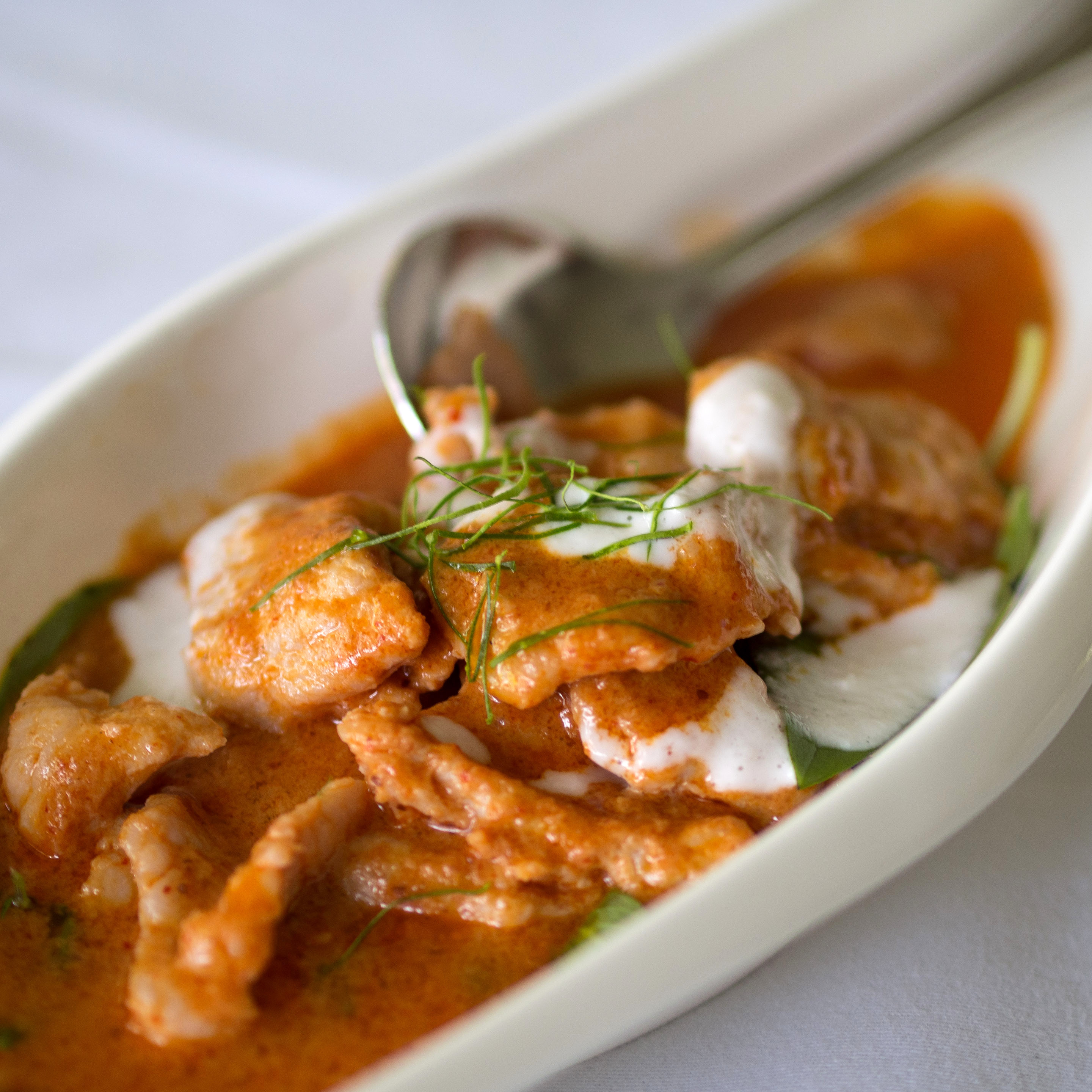
Phanaeng thaïlandais avec du porc.

Dans la cuisine thaïlandaise, les currys sont appelés kaeng (thaï : แกง, API:  [kɛːŋ]) et se composent généralement de viande, de poisson et/ou de légumes dans une sauce concoctée avec une pâte à base de piments, d’oignons ou d’échalotes et d’ail et de la pâte de crevettes. Des épices et herbes supplémentaires définissent le type de curry. Les ingrédients locaux, tels que les piments, les feuilles de combava, la citronnelle, le galanga sont utilisés ainsi que le lait de coco dans la cuisine thaïlandaise centrale et méridionale. Les currys du nord et du nord-est du pays, par exemple le kaeng pa, ne contiennent généralement pas de lait de coco. En raison de l'utilisation d'herbes fraîches, d'épices et d'autres ingrédients frais, les currys thaïlandais ont tendance à être plus aromatiques que les currys indiens. En Occident, quelques currys thaïlandais sont décrits par leur couleur : les currys rouges utilisent les piments rouges alors que les currys verts utilisent les piments verts. Le curry jaune (appelé kaeng kari en thaï et dont la traduction littérale pourrait être « soupe de curry ») est plus semblable aux currys indiens, avec l'utilisation du curcuma, du cumin et d’autres épices séchées. Le curry panang utilise une pâte rouge et épaisse contenant piment, galanga, citronnelle, combava, arachide, crevettes…
Quelques plats thaïlandais sautés utilisent également du curry en poudre à la mode indienne (en thaï : pong kari).
Un curry ayant son origine chez la minorité musulmane du Sud ou au Moyen-Orient est nommé curry massaman.

### Viêt Nam
Au Viêt Nam, le curry est appelé cà ri. Le curry vietnamien utilise du lait de coco, des pommes de terre, des patates douces, des racines de taro et du poulet garni de coriandre et d'oignons. Le curry est généralement consommé avec une baguette, des vermicelles de riz ou du riz cuit à la vapeur. Le curry vietnamien est considéré comme un aliment du sud du pays.

## Océan Indien
Les habitants créoles des Mascareignes, incluant l'île Bourbon (ancien nom de La Réunion) et de l'île Maurice, habitués aux épices, ont emprunté très tôt le mot « Kari » au tamoul, bien avant l'arrivée massive d’Indiens. Il s'applique à l'actuel plat typique de la cuisine créole réunionnaise et mauricienne ou il est appelé carry. Un carry y est le produit de la cuisson du riz, de « grains » (c'est-à-dire de fèves, de pois, ou de lentilles…) avec une viande ou un poisson en sauce épicée. Par exemple, le cari boucané est au lard fumé, le cari zourite au poulpe, le cari bœuf au bœuf, etc.
Le massalé, un autre mélange d'épice des Mascareignes d'origine indienne, assez proche, appelé en hindi garam masala, est utilisé dans différents plats tels que le massalé cabri à la viande de chèvre. Il ne faut cependant pas le confondre avec le curry.

## Extrême-Orient

### Chine et Hong-Kong
Les currys chinois (咖喱, gàlǐ) se composent généralement de poulet, de bœuf, de poisson, d'agneau ou d'autres viandes ainsi que de poivrons verts, d’oignons, de gros morceaux de pommes de terre et d’une variété d'autres ingrédients auxquels s’ajoutent les épices dans une sauce au curry jaune légèrement épicée et accompagnée de riz cuit à la vapeur. Le poivre blanc, la sauce de soja, la sauce piquante et/ou de l'huile de piment peuvent être ajoutés à la sauce pour rehausser la saveur du curry.
Le mélange d’épices utilisé le plus souvent dans la variante chinoise du curry est habituellement vendue sous forme de poudre et semble provenir d'une variété de Singapour et de Malaisie introduite en Chine par les Cantonais et on la retrouve dans la cuisine de Hong Kong où le curry est souvent cuit avec de la poitrine[Laquelle ?] ou des boulettes de poisson.
Il existe de nombreuses variétés de curry chinois, en fonction de chaque restaurant. Un plat de nouilles nommé galimian (咖哩面, gàlǐmiàn, « nouilles de curry ») est également un curry populaire.

### Japon

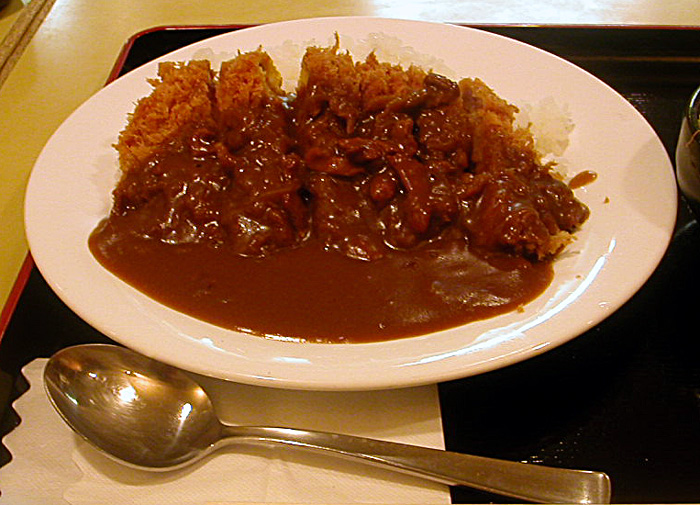
Katsukarē (Japon).

Le curry japonais (karē (カレー)) est l'un des plats les plus populaires au Japon. On a l'habitude de le servir sous trois formes principales : le riz au curry, le karē udon (des nouilles épaisses) et le karē-pan (du pain fourré). Il est habituellement plus épais et a un goût plus doux et moins épicé que son équivalent indien.
Il existe également le katsukarē, du porc au curry, un autre plat très populaire au Japon.

## Océanie

### Fidji
Aux Fidji, des currys sont faits dans la plupart des foyers indiens et on les mange avec du riz ou du roti. Le roti (rond ou carré) est principalement consommé au petit déjeuner avec les currys de légumes. Le déjeuner est souvent composé de dal et de riz avec quelques plats d'accompagnement. La plupart des gens qui travaillent mangent du roti et des currys pour leur déjeuner. Le dîner est généralement composé de curry et de riz avec des chutneys. Les currys sont normalement cuits dans de l'huile végétale. Pour faire un curry, des épices comme le cumin, le fenugrec, la moutarde et les feuilles de curry sont ajoutés à l'huile chaude. L’oignon haché ou coupé en tranches ainsi que l'ail écrasé sont ensuite ajoutés. Une fois que l'oignon et l'ail ont légèrement doré, le curcuma et le garam masala sont ajoutés. Le sel et les piments sont utilisés selon les goûts. Le curry est cuit à feu doux. De l'eau est ajoutée de sorte qu'il puisse être mélangé avec du riz. On ajoute parfois des feuilles de coriandre.
Éventuellement, les pommes de terre ou des légumes sont également ajoutés aux currys pour augmenter leur volume et les rendre plus nourrissants. Souvent, de la crème de noix de coco est ajoutée aux currys de poisson ou de fruits de mer par exemple de crevettes ou de crabe. Presque tous les aliments peuvent servir d’ingrédients aux currys à l’exception des légumes verts à feuilles sombres.

## Grande-Bretagne
Les Britanniques, qui désignent presque chaque plat indien par le terme de « curry », en sont particulièrement friands. Les curry houses, proposant de la nourriture indienne cuite au goût britannique, sont très présentes dans le pays, représentant un cinquième de la restauration au Royaume-Uni. Parallèlement, il existe une demande croissante pour la nourriture indienne authentique.

## États-Unis
En Louisiane, le poulet coco désigne une spécialité locale importée d'Afrique occidentale et adaptée en curry : le poulet est servi rôti au manioc, avec du riz au curry vert et au coco.

## Développement historique
Historiquement, le mot « curry » a été d'abord utilisé dans la cuisine britannique pour désigner des plats de viande (souvent des restes d'agneau) dans une sauce de style occidental aromatisée avec du curry en poudre.

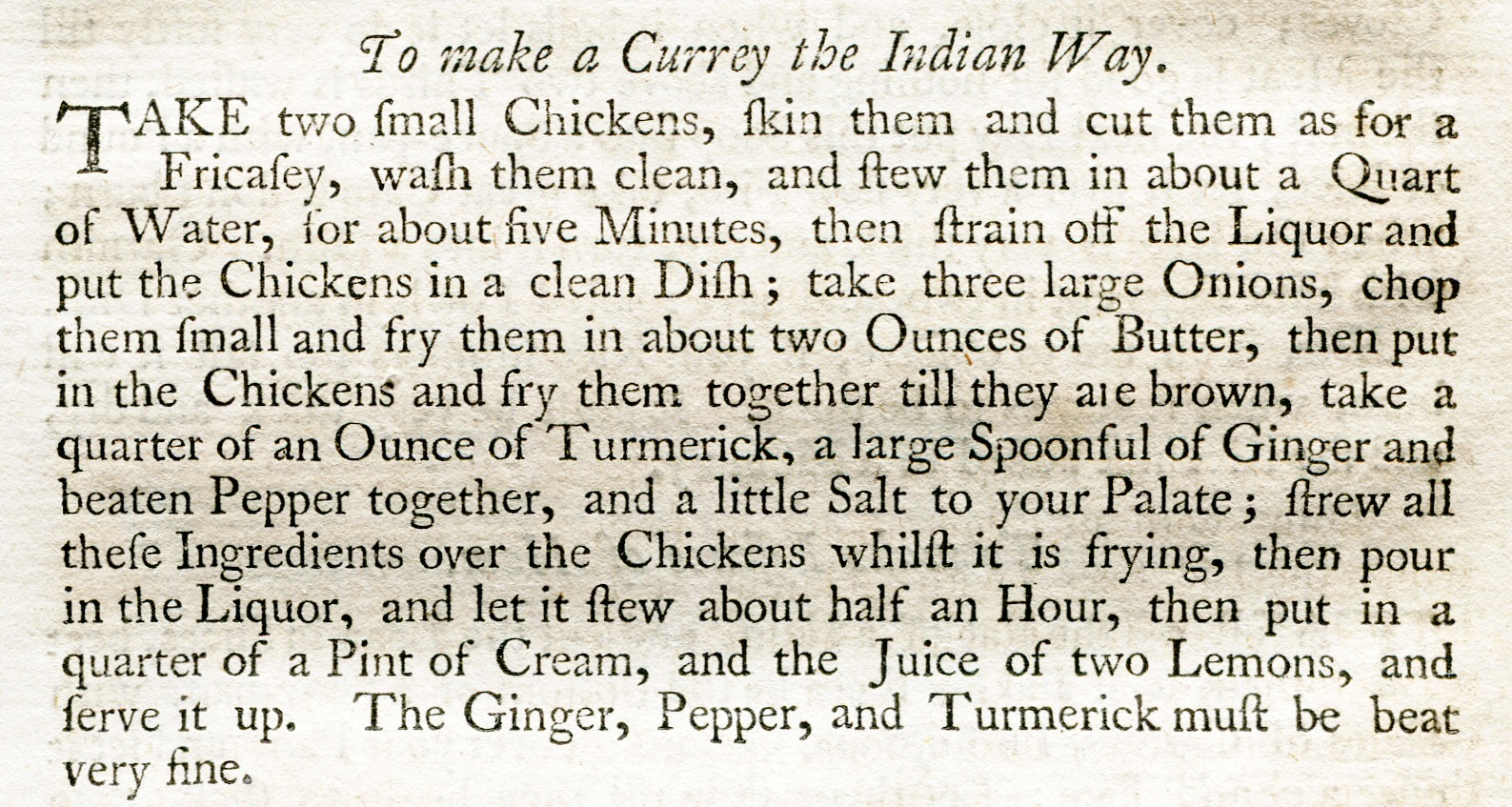
La recette du currey du livre de 1747 de Hannah Glasse (édition de 1758, mentionnant le gingembre et le curcuma).

La première recette de curry en Grande-Bretagne a paru dans The Art of Cookery Made Plain and Easy de Hannah Glasse en 1747. La première édition de son livre utilisait seulement le poivre noir et les graines de coriandre pour l'assaisonnement des currey. Dans la quatrième édition du livre, d'autres ingrédients tels que le curcuma et le gingembre ont été ajoutés. L'utilisation d'épices piquantes n'était mentionnée[pas clair], ce qui reflète l'utilisation limitée du chilli en Inde, les plants de piment ayant seulement été introduits en Inde autour de la fin du XVe siècle et, à cette époque, ils étaient seulement populaires dans le sud de l'Inde.
De nombreuses recettes de curry sont contenues dans les livres de cuisine du XIXe siècle, tels que ceux de Charles Elme Francatelli et Mme Beeton. Dans le manuel ménager de cette dernière, une recette pour la poudre de curry est présentée ; elle contient de la coriandre, du curcuma, de la cannelle, du poivre de Cayenne, de la moutarde, du gingembre, du piment et du fenugrec, même si elle note qu'il est plus économique d'acheter de la poudre toute faite dans « tout magasin qui se respecte ».
Tout au long du XIXe et début du XXe siècle, le curry a gagné en popularité en Grande-Bretagne en raison du grand nombre de fonctionnaires britanniques et militaires associés au Raj britannique. Après la Seconde Guerre mondiale, le curry est devenu encore plus populaire en Grande-Bretagne en raison du grand nombre d'immigrants en provenance d'Asie du Sud. Le curry est peu à peu devenu une partie intégrante de la cuisine britannique, si bien que, depuis la fin des années 1990, le poulet tikka masala a été désigné comme « un véritable plat national britannique ». Il est maintenant disponible dans les trains interurbains.
D'autres dérivés de currys britanniques comprennent le coronation chicken, un plat froid, souvent utilisé comme garniture de sandwich, inventé pour commémorer le couronnement de la reine Élisabeth II en 1953. La sauce au curry, généralement servie chaude avec de la nourriture rapide britannique traditionnelle, est utilisée pour les plats tels que les frites ou le balti, un curry anglo-indien développé à Birmingham.